# Vila do Bispo (freguesia)
A Freguesia de Vila do Bispo é uma antiga freguesia portuguesa do Município de Vila do Bispo, que tinha 58,44 km² de área e 918 habitantes (2011), e, por isso, uma densidade populacional de 15,7 hab/km², o que lhe permitia ser classificada como uma Área de Baixa Densidade (portaria 1467-A/2001).

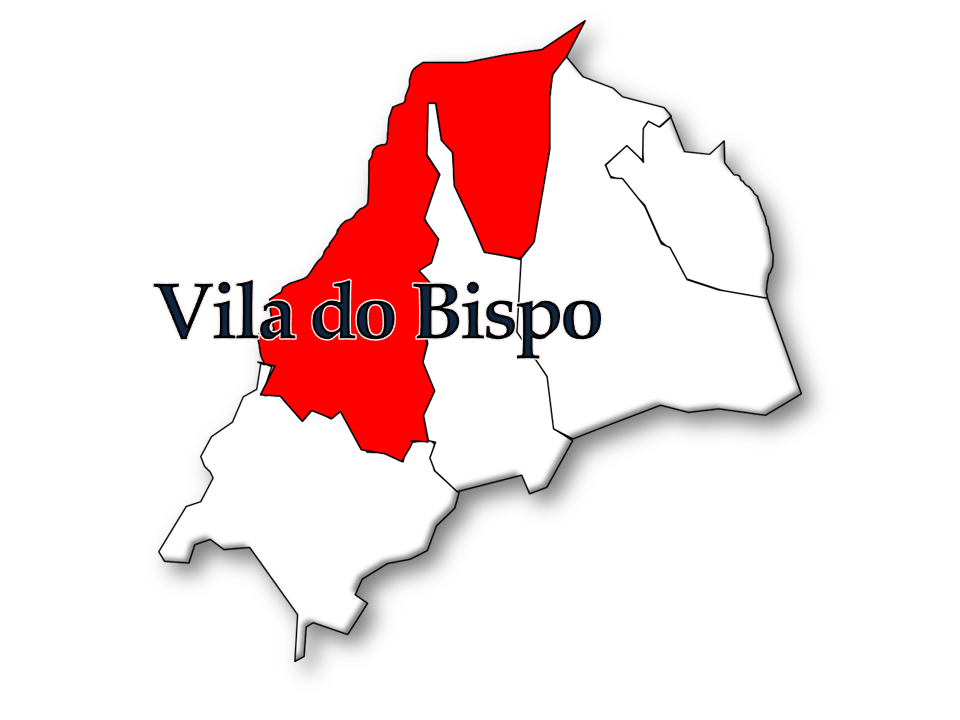
Localização da Freguesia de Vila do Bispo no Município de Vila do Bispo

A Freguesia de Vila do Bispo foi extinta em 2013, no âmbito de uma reforma administrativa nacional, tendo sido agregada à Freguesia de Raposeira, para formar uma nova freguesia denominada Vila do Bispo e Raposeira.

## População

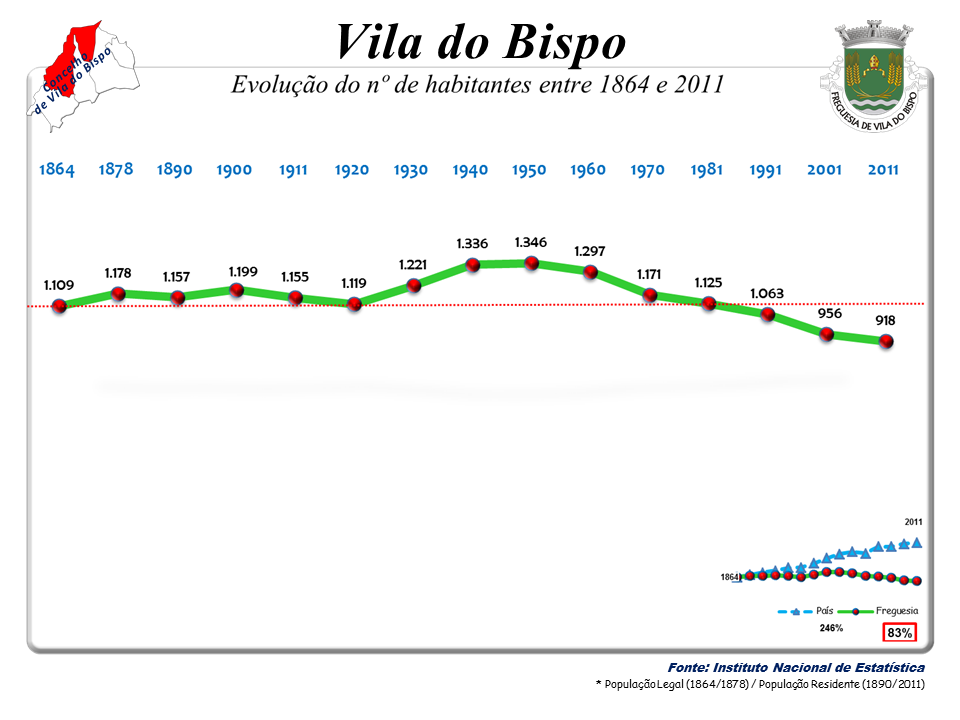
Evolução da População 1864 / 2011

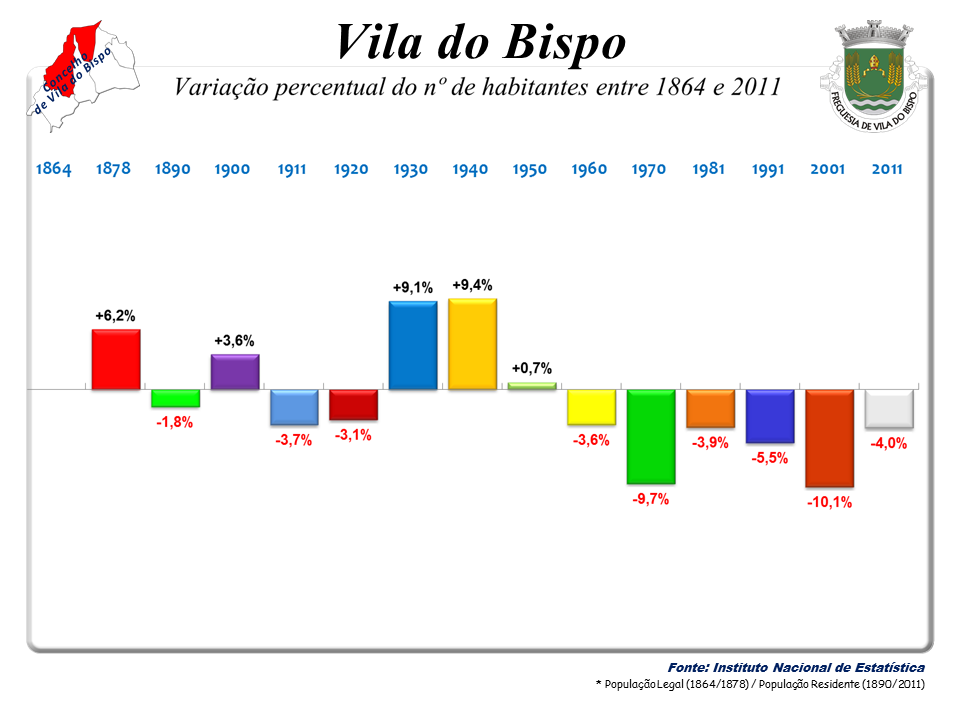
Variação da População 1864 / 2011

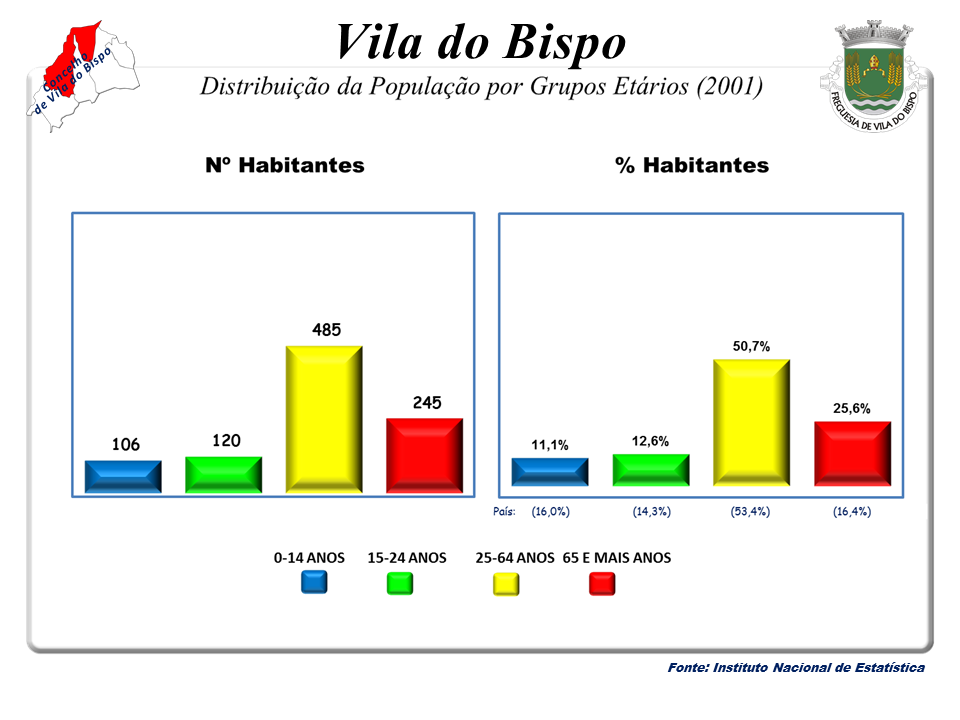
A População em 2001

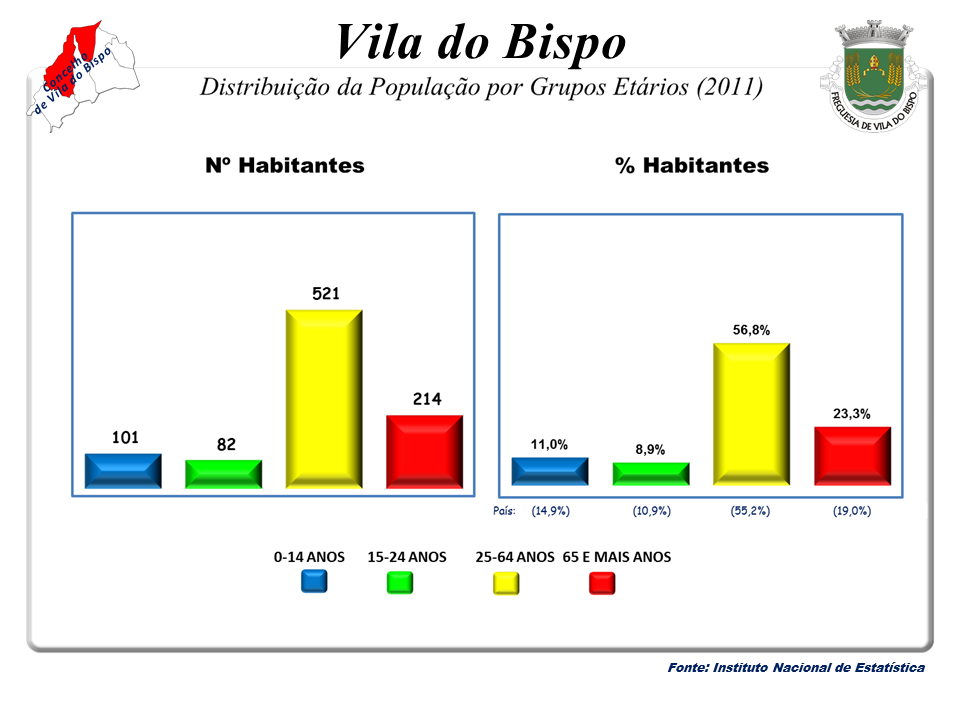
A População em 2011

| População da freguesia de Vila do Bispo | População da freguesia de Vila do Bispo | População da freguesia de Vila do Bispo | População da freguesia de Vila do Bispo | População da freguesia de Vila do Bispo | População da freguesia de Vila do Bispo | População da freguesia de Vila do Bispo | População da freguesia de Vila do Bispo | População da freguesia de Vila do Bispo | População da freguesia de Vila do Bispo | População da freguesia de Vila do Bispo | População da freguesia de Vila do Bispo | População da freguesia de Vila do Bispo | População da freguesia de Vila do Bispo | População da freguesia de Vila do Bispo |
| --------------------------------------- | --------------------------------------- | --------------------------------------- | --------------------------------------- | --------------------------------------- | --------------------------------------- | --------------------------------------- | --------------------------------------- | --------------------------------------- | --------------------------------------- | --------------------------------------- | --------------------------------------- | --------------------------------------- | --------------------------------------- | --------------------------------------- |
| 1864                                    | 1878                                    | 1890                                    | 1900                                    | 1911                                    | 1920                                    | 1930                                    | 1940                                    | 1950                                    | 1960                                    | 1970                                    | 1981                                    | 1991                                    | 2001                                    | 2011                                    |
| 1 109                                   | 1 178                                   | 1 157                                   | 1 199                                   | 1 155                                   | 1 119                                   | 1 221                                   | 1 336                                   | 1 346                                   | 1 297                                   | 1 171                                   | 1 125                                   | 1 063                                   | 956                                     | 918                                     |

## Património
- Conjunto de menires de Vila do Bispo (Pedra Escorregadia, Casa do Francês, Amantes I, Amantes II, Cerro do Camacho)
- Igreja Matriz de Vila do Bispo ou Igreja de Nossa Senhora da Conceição